# The Banker (film 2020)
The Banker è un film del 2020 diretto da George Nolfi.

## Trama
Bernard Garrett è un giovane afroamericano originario del Texas. Siamo negli anni '50 del Novecento e i neri, vittime di pregiudizi razziali, sono costretti a svolgere solo lavori umili a servizio dei bianchi. Tuttavia Bernard, che sin da piccolo ha mostrato interesse per gli affari, ascoltando di nascosto le conversazioni di imprenditori bianchi e prendendo appunti su un quadernetto che porta sempre con sé, decide di trasferirsi a Los Angeles insieme alla moglie Eunice e al figlio Bernard Junior con l'obiettivo di investire nel mercato immobiliare.
Nonostante le iniziali difficoltà dovute al fatto che il business in questione è appannaggio dei soli bianchi, Bernard riesce a comprare un edificio da un imprenditore irlandese, Patrick Barker, e, dopo aver compiuto dei piccoli lavori di ristrutturazione per sfruttare al meglio il potenziale dell'immobile, ne affitta tutti gli appartamenti restituendo in tempi rapidi il prestito ottenuto per l'acquisto.
Patrick Barker, che non ha potuto fare a meno di notare il talento di Bernard negli affari, propone all'uomo di entrare in società e di investire con lui nel campo immobiliare, dividendo i proventi al 50%. Visti tuttavia gli ostacoli incontrati dai neri nello svolgimento dell'attività imprenditoriale, i due pattuiscono che Barker sarà il volto della società, ovvero colui che tratterà in presenza con i potenziali investitori, mentre Bernard agirà nell'ombra. Gli affari sembrano andare al meglio, ma Barker muore improvvisamente e la vedova dell'uomo, ignorando l'accordo che suo marito ha stipulato con Garrett, intende liquidare la società pagando a Bernard una cifra che è ben al di sotto di quella a lui spettante. Davanti alla minaccia di una causa in tribunale, la signora Barker ricorda che il nome di Garrett non compare in alcun documento ufficiale e che quindi egli non potrebbe comunque reclamare alcun diritto. Bernard prova allora a chiedere aiuto a Mr Reed, il banchiere che gli ha concesso il prestito per l'acquisto dell'edificio di Barker, ma l'uomo si rifiuta di incontrarlo in quanto ora egli protegge gli interessi economici della vedova.
Afflitto per l'esito della vicenda, Bernard matura un'idea ambiziosa: comprare il Banker's Building, l'edificio che ospita le sedi delle principali banche di Los Angeles, in modo da poterne controllare ed eventualmente influenzare l'operato. Non disponendo però dei capitali necessari per l'acquisto, Bernard coinvolge nel progetto Joe Morris, un ricco imprenditore afroamericano presentatogli dalla moglie. Per evitare le difficoltà legate ai pregiudizi razziali, i due scelgono di avvalersi della collaborazione di un operaio bianco, Matt Steiner, che sarà il volto della società, mentre Garrett e Morris seguiranno gli affari da lontano, adottando dei travestimenti (da custode il primo, da autista il secondo) al fine di non essere scoperti.
Dopo aver preparato il giovane a trattare con ricchi imprenditori, insegnandogli non solo le basi dell'economia immobiliare, ma anche il gioco del golf e il galateo a tavola, Bernard e Joe riescono grazie alla sua mediazione ad acquistare il Banker's Building a una cifra conveniente. Dopo questo primo affare, i due imprenditori compiono molti altri investimenti in aree della città notoriamente occupate da bianchi, ma un giorno Bernard, dopo essere stato nella sua città natale, in Texas, e aver visto le condizioni in cui gli afroamericani ancora versano, matura il desiderio di acquistare la Main Land Bank, il principale istituto bancario della zona, in modo da cambiarne le politiche e poter elargire prestiti ai neri. Morris è inizialmente titubante, ma poi si convince e accetta di investire nel progetto, che permetterà ad altri uomini di colore di inseguire il sogno americano.
Matt Steiner, dunque, tratta per conto dei suoi datori di lavoro l'acquisizione della banca, che è di proprietà di Robert Florance Senior. L'affare va in porto ma nascono sospetti su quelli che Steiner presenta come suoi soci, ossia Garrett e Morris, dal momento che essi non si sono mai presentati ad alcun incontro, nemmeno quando è stato formalizzato l'acquisto. In particolare è Robert Florance Junior, che ha conservato il 20% delle quote della banca venduta dal padre a Garrett e Morris, a indagare su Steiner e a scoprire non solo che l'uomo elargisce prestiti ai neri ma anche che i suoi stessi soci sono in realtà persone di colore. A complicare il quadro c'è l'ispezione che la banca riceverà di lì a poco e che potrebbe avere esito negativo dati i numerosi prestiti concessi ad afroamericani e, quindi, ritenuti potenzialmente rischiosi.
Steiner propone allora l'acquisto di una seconda banca, la Marlin, alla quale trasferire i prestiti elargiti in modo da non incorrere in contestazioni da parte degli ispettori. Garrett e Morris non sono d'accordo con l'idea, anche perché Matt non ha l'esperienza necessaria per gestire una banca, ma alla fine accettano nella speranza di mettere fine alla situazione venutasi a creare. La banca appena acquisita riceve tuttavia un'ispezione a sorpresa dalla quale emerge che il pacchetto di prestiti comprato dalla Main Land Bank comprende diverse operazioni ad alto rischio, o addirittura non consentite, e pertanto molte delle pratiche aperte devono essere rigettate a spese della banca stessa. Steiner è caduto nella trappola dell'avvocato di Florance che, fingendo di controllare il pacchetto di investimenti, ha inserito nello stesso dei prestiti che la banca non avrebbe potuto concedere. Matt è disperato in quanto responsabile della situazione e, all'insaputa di Bernard e Joe, fa in modo che la Main Land Bank ricompri dalla Marlin il pacchetto di investimenti, commettendo un'operazione illecita che viene subito scoperta e determina la chiusura della banca stessa.
A questo punto Steiner, Garrett e Morris vanno a processo. Il primo riesce a salvarsi affermando di aver eseguito solo gli ordini ricevuti dai suoi datori di lavoro. Pur non volendo tradire coloro ai quali deve tutto, Matt sa infatti che rischierebbe cinquant'anni di carcere se raccontasse la verità dei fatti. Bernard e Joe, dal canto loro, potrebbero beneficiare dell'immunità promessa da un senatore contrario al progresso dei diritti civili, a patto di riconoscere pubblicamente che le leggi americane sono a tal punto permissive da aver concesso a due uomini di colore di diventare ricchi imprenditori. Bernard preferisce tuttavia approfittare della visibilità concessagli dal processo per denunciare le discriminazioni razziali di cui i neri sono vittime e viene quindi arrestato con Joe per gli illeciti commessi.
Usciti di prigione, Garrett e Morris possono riprendere la propria attività imprenditoriale trasferendosi alle Bahamas, dove Matt Steiner, a seguito di un accordo segreto con Bernard, ha comprato delle case per i suoi ex datori di lavoro. Si scopre infatti che, la sera prima di testimoniare contro Garrett e Morris, Steiner ha chiamato Bernard per spiegare le sue ragioni e scusarsi. L'imprenditore ha compreso la difficile posizione di Matt e gli ha chiesto, da amico, un ultimo favore: investire dei soldi alle Bahamas prima che fossero confiscati.

## Promozione
Il trailer è stato diffuso il 4 novembre 2019.

## Distribuzione
Il film doveva essere presentato in anteprima all'AFI Fest il 21 novembre 2019 e distribuito nelle sale cinematografiche in maniera limitata il 6 dicembre 2019, per poi essere disponibile in streaming digitale il 31 gennaio 2020 sulla piattaforma Apple TV+. Ma dopo che sono state mosse accuse di molestie sessuali rivolte da Cynthia Garrett al fratellastro Bernard Garrett Jr - co-produttore del film e figlio di Bernard Garrett, Apple ha deciso di annullare l'anteprima e posticipare la distribuzione.
Infine la distribuzione della pellicola è stata fissata limitatamente nelle sale dal 6 marzo 2020 per poi essere distribuito su AppleTV+ dal 20 marzo.